# Berta Franzos
Berta Franzos (auch Bertha; geborene Ostersetzer,* 9. Oktober 1850 in Brody, Kaisertum Österreich; † 23. August 1932 in Baden bei Wien) war eine österreichische Übersetzerin von Büchern über Japan.

## Leben und Werk
Berta Ostersetzer war eine Tochter des Kaufmanns Leon Ostersetzer. Sie heiratete 1869 den Advokaten Max Franzos (* 5. Juli 1826 in Brody, gest. 31. Juli 1893 in Wien), der mit dem Schriftsteller Karl Emil Franzos verwandt war. Er arbeitete als Präsident des Verwaltungsrats der Papierfabrik Steyrermühl. Ihre Kinder waren die Übersetzerin Marie Franzos (1870–1941) und der Jurist Emil Franzos (1874–1928).
Berta Franzos war Übersetzerin und übertrug acht Bücher des Schriftstellers Lafcadio Hearn, der mit seinen Werken das Leben in Japan Ende des 19. Jahrhunderts in Europa bekannt machte und Anreger für den Japonismus war, aus dem Englischen ins Deutsche. Ebenfalls übersetzte sie ein Buch über den fernen Osten von Percival Lowell.
Über ihr Leben ist wenig bekannt. Bereits im Jahr 1981 gelang es dem DuMont-Verlag nicht mehr, die Rechtsnachfolger für ihre Übersetzungsarbeiten ausfindig zu machen – die Urheberrechte erloschen erst 2003.

## Übersetzungen

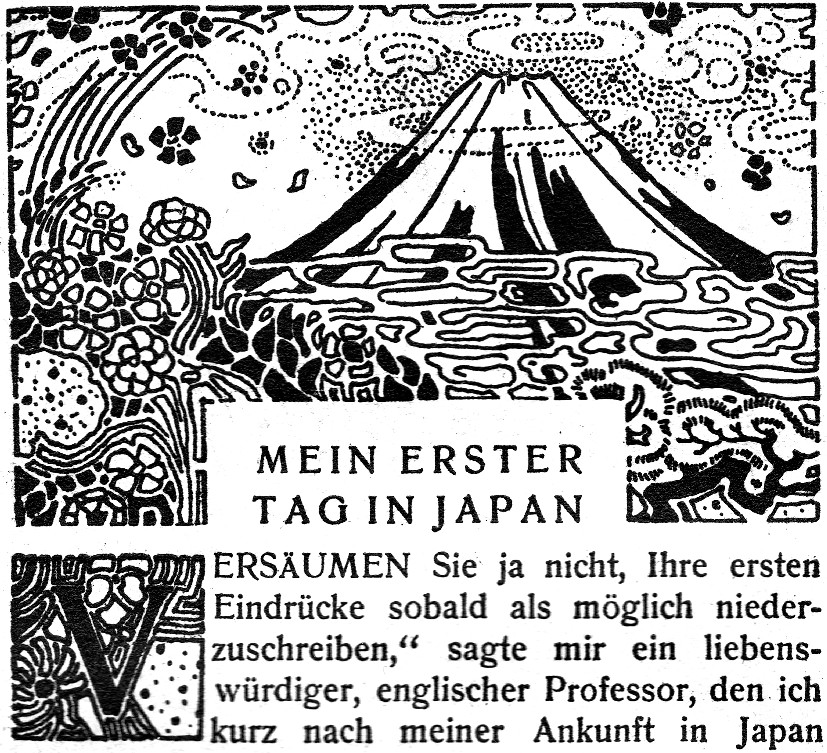
Franzos’ Übersetzung von Lotos, Illustration Orlik (1906)

- Lafcadio Hearn: Kokoro. Mit einem Vorwort von Hugo von Hofmannsthal. Übersetzung Berta Franzos. Illustrationen Emil Orlik. Frankfurt am Main: Rütten & Loening, 1905 (Online)
- Lafcadio Hearn: Lotos. Blicke in das unbekannte Japan. Übersetzung Berta Franzos. Illustrationen Emil Orlik. Frankfurt am Main: Rütten & Loening 1906
- Lafcadio Hearn: Izumo. Blicke in das unbekannte Japan. Übersetzung Berta Franzos. Illustrationen Emil Orlik. Frankfurt am Main: Rütten & Loening, 1907
- Lafcadio Hearn: Kwaidan. Seltsame Geschichten und Studien aus Japan. Übersetzung Berta Franzos. Illustrationen Emil Orlik. Frankfurt am Main: Rütten & Loening, 1909
- Lafcadio Hearn: Buddha. Neue Geschichten und Studien aus Japan. Übersetzung Berta Franzos. Illustrationen Emil Orlik. Frankfurt am Main: Rütten & Loening, 1910
- Lafcadio Hearn: Kyushu. Träume und Studien aus dem neuen Japan. Übersetzung Berta Franzos. Illustrationen Emil Orlik. Frankfurt am Main: Rütten & Loening, 1908
- Percival Lowell: Die Seele des Fernen Ostens. Übersetzung Berta Franzos. Jena: Eugen Diedrichs, 1911